# New Age of Earth
New Age of Earth is een album uit 1976 van de Duitse groep Ashra. Het was hun eerste album bij Virgin records en werd een klassieker in het genre elektronische muziek. Het was ook het eerste album dat onder de groepsnaam Ashra verscheen in plaats van de naam Ash Ra Tempel, maar het was haast een soloproject van Manuel Göttsching zelf. Meer leunend op synthesizers dan gewoonlijk op zijn gitaar, creëerde hij vier rijkelijk getextureerde composities die elk intrigerend en stimulerend van aard zijn.

## Tracks
1. "Sunrain" - 7:33
2. "Ocean Of Tenderness" - 12:43
3. "Deep Distance" - 5:50
4. "Nightdust" - 21:50

## Bezetting
- Manuel Göttsching: keyboards, synthesizer, gitaar